# Estação La Rambla

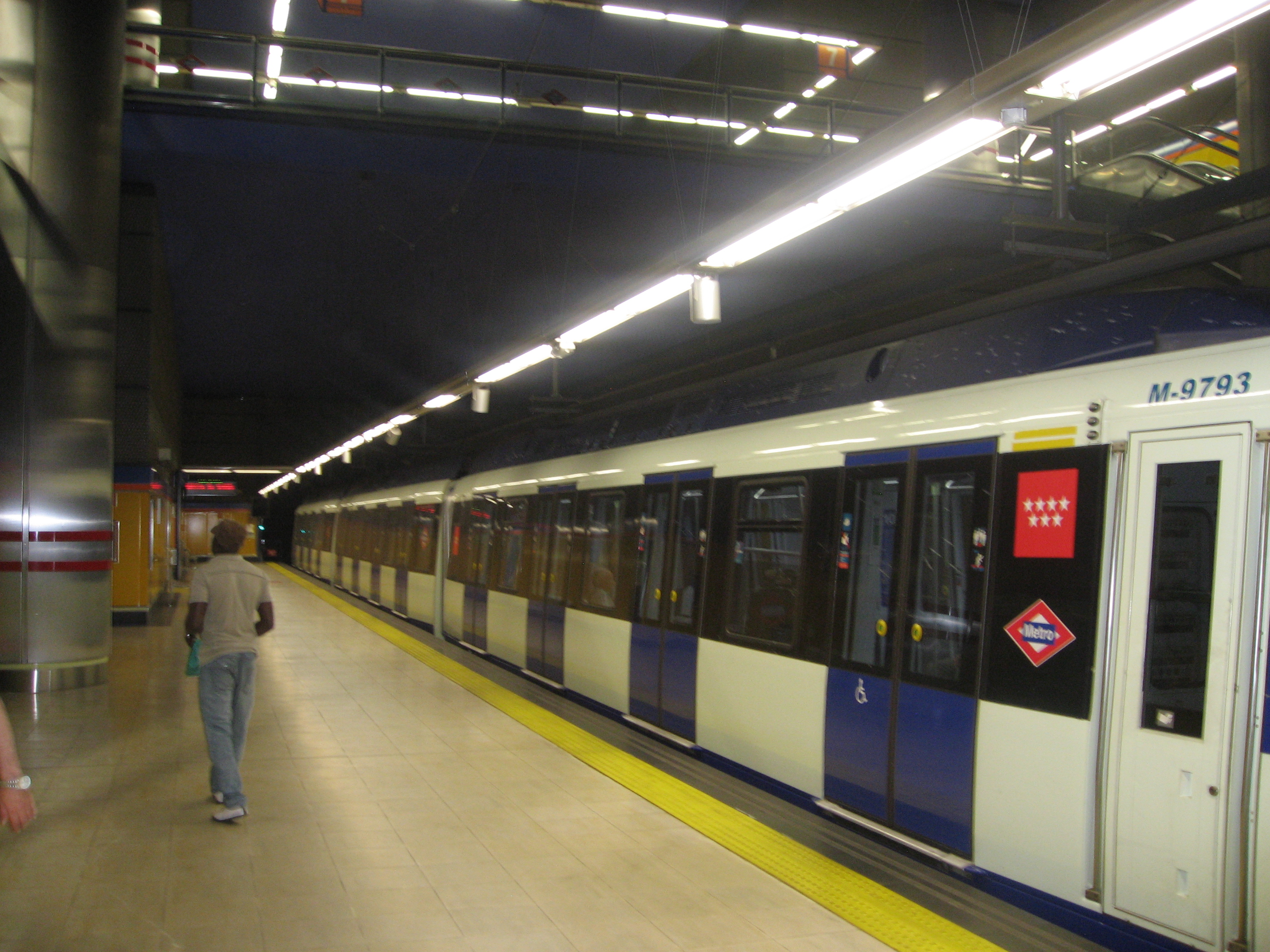
Plataforma de embarque.

La Rambla é uma estação da Linha 7 do Metro de Madrid.